# 萊茵演習行動

地圖顯示德軍萊茵演習以及英軍行動

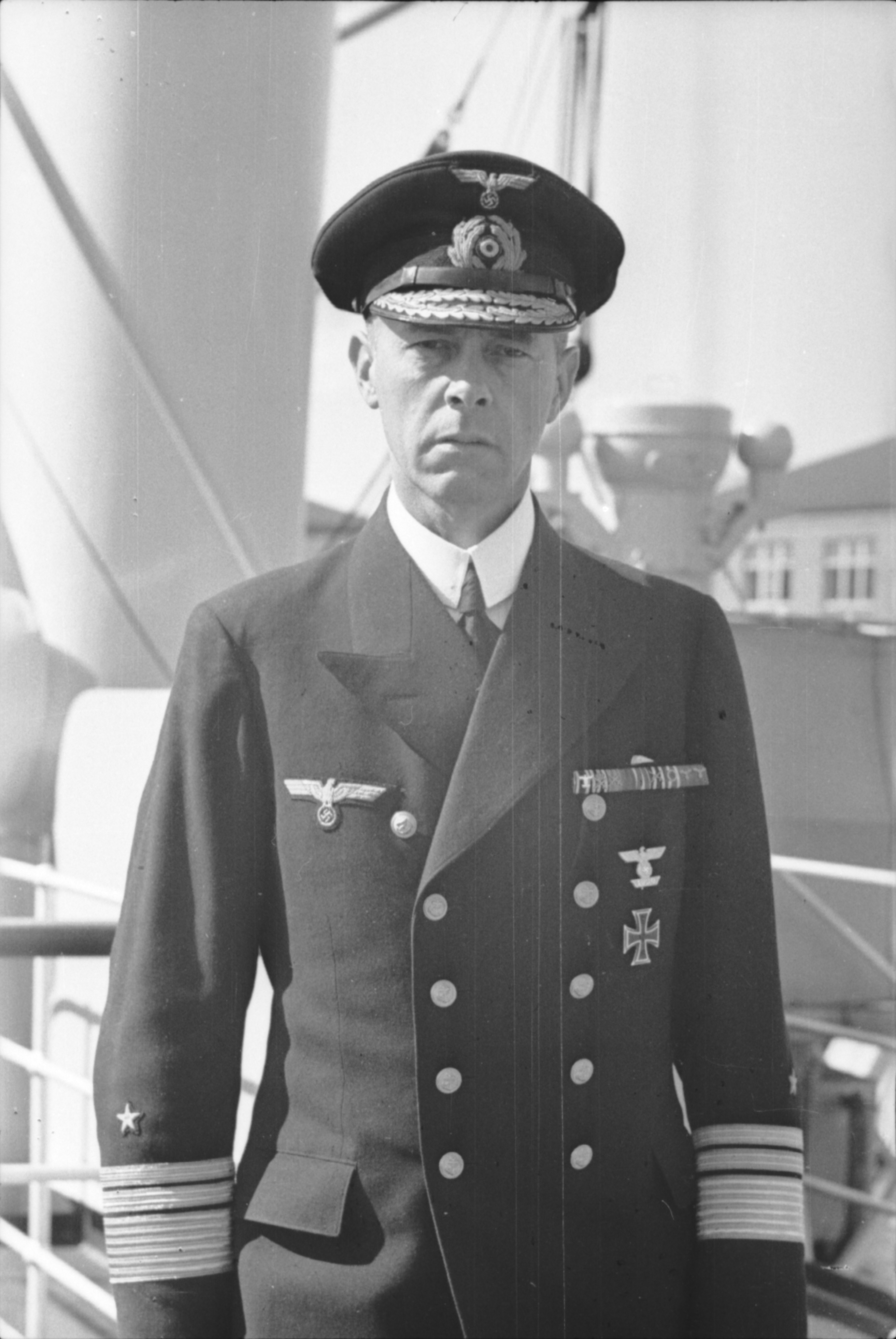
萊茵演習的指揮官君特·呂特晏斯

莱茵演习行动（德語：Unternehmen Rheinübung）是纳粹德国战争海军在第二次世界大战期间发动的一项海战行动。行动旨在加强压制通往不列颠群岛的补给运输，并对潜艇战爭提供支持。在行动过程中，英国战列巡洋舰胡德号和德国战列舰俾斯麦号先后被击沉。